# Bāghelah-ye Soflá
Bāghelah-ye Soflá (persiska: باغَلِۀ سُفلَى, باقالا, باغِلَۀ سُفلَى, باغله سفلی, Bāghaleh-ye Soflá) är en ort i Iran.   Den ligger i provinsen Lorestan, i den västra delen av landet, 500 km sydväst om huvudstaden Teheran. Bāghelah-ye Soflá ligger 958 meter över havet och antalet invånare är 220.
Terrängen runt Bāghelah-ye Soflá är kuperad söderut, men norrut är den platt. Runt Bāghelah-ye Soflá är det ganska tätbefolkat, med 52 invånare per kvadratkilometer. Närmaste större samhälle är Shāhzādeh Moḩammad, 4,7 km nordost om Bāghelah-ye Soflá. Omgivningarna runt Bāghelah-ye Soflá är i huvudsak ett öppet busklandskap.